# Latere Zhao
Latere Zhao (319 - 351) was een niet-Chinese dynastie die regeerde over een deel van Noord-China tijdens de periode van de Zestien Koninkrijken. Toen was dat gebied verdeeld in staten die voor het merendeel door niet-Chinese ruiternomaden waren gevormd. Latere Zhao wordt door Cui Hong (478 – 525) in zijn Lente- en herfstannalen van de Zestien Koninkrijken gerekend tot de Zestien Koninkrijken.

## Samenvattend overzicht
De dynastie werd gesticht door Shi Le (石勒, 274–333), die tot het volk van de Jie (羯) behoorde. Hij was een legerleider in dienst van Vroegere Zhao, maar scheidde zich in 319 af als "Hemelse koning van Groot-Zhao" (大趙天王, Da Zhao tianwang). In 330 proclameerde hij zich tot keizer. Het rijk omvatte tijdens zijn grootste omvang de huidige provincies Hebei, Shaanxi, Shanxi, Henan, Shandong en delen van Jiangsu, Anhui en Liaoning en grensde in het noordoosten aan Vroegere Yan, in het noorden aan Dai en in het westen aan Vroegere Liang. De zuidgrens met de Oostelijke Jin werd gevormd door de Huai rivier. De hoofdstad van de staat was eerst Xiangguo (襄國, het huidige Xingtai in Hebei) en vanaf 334 Ye (鄴, in het huidige Handan, eveneens in Hebei).
In 329 werden de laatste restanten van Vroegere Zhao veroverd. Latere Zhao zelf werd in 350/351 vernietigd door Ran Min (冉閔, †352, heerser van Ran Wei) die op zijn beurt in 352 werd overwonnen door Murong Jun (慕容儁, 319–360) van de Vroegere Yan.
Omdat Shi Le zijn staat Zhao noemde en Liu Yao (刘曜, †329) de naam van zijn staat Han in 319 ook wijzigde in Zhao, wordt ter onderscheid in de Chinese historiografie de staat van Liu Yao en zijn voorgangers "Vroegere Zhao" (Qianzhao, 前趙) genoemd en die van Shi Le en zijn opvolgers "Latere Zhao" (Houzhao, 後趙).

## Overzicht van de hoofdsteden van Latere Zhao
- Xiangguo (襄國, het huidige Xingtai, 邢台, in Hebei), 312-335 en 350-351
- Ye (鄴) ook wel Yecheng (鄴城) in het huidige Handan in Hebei, 335-350

## Overzicht van de heersers van Latere Zhao
- 319 koninkrijk Zhao: Shi Le
- 330 keizerrijk Zhao: Shi Le, Shi Hong
- 334 koninkrijk Zhao: Shi Hu
- 349 keizerrijk Zhao: Shi Hu, Shi Shi, Shi Zun, Shi Jian, Shi Zhi
- 351 verovering door Ran Wei

| Persoonsnaam             | Regeer-periode | Postume naam                  | Tempelnaam   | Jaartitel(s)                                                           |
| ------------------------ | -------------- | ----------------------------- | ------------ | ---------------------------------------------------------------------- |
| Shi Le (石勒), 274–333   | 319-333        | (Houzhao) Mingdi (後趙明帝)   | Gaozu (高祖) | - Taihe (太和), 328-329 - Jianping (建平), 330-333                     |
| Shi Hong (石弘), 314-335 | 333-334        | (Prins van Haiyang, 海陽王)   |              | - Jianping*, 333-334 - Yanxi (延熙), 334                               |
| Shi Hu (石虎), 295-349   | 334-349        | (Houzhao) Wudi (後趙武帝)     | Taizu (太祖) | - Yanxi*, 334 - Jianwu (建武), 335-348 - Taining (太寧, ook: 泰寧) 349 |
| Shi Shi (石世), 339-349  | 349            | (Prins van Qiao, 譙王)        |              |                                                                        |
| Shi Zun (石遵), ？-349   | 349            | (Prins van Pengcheng, 彭城王) |              |                                                                        |
| Shi Jian (石鑑), ？-350  | 349-350        | (Prins van Yiyang, 義陽王)    |              | - Qinglong (青龍), 350                                                 |
| Shi Zhi (石祗), ？-351   | 350-351        | (Prins van Xinxing, 新興王)   |              | - Yongning (永寧), 350-351                                             |

## Historiografische bronnen
De belangrijkste Chinese historiografische bronnen (biannianti) voor Latere Zhao zijn:
- Lente- en herfstannalen van de Zestien Koninkrijken (oorspronkelijk uit 528) in:
  - de verkorte reconstructie uit 938: juan 2.
  - de reconstructie uit 1585 in de herziene versie uit 1781: juan 11-22.
- Boek van de Wei uit 554: juan 95.
- Boek van de Jin uit 648: juan 104-107.
- Zizhi tongjian (Doorlopende spiegel tot hulp bij het bestuur) uit 1066: juan .

## Geraadpleegde literatuur
- Corradini, Piero, 'The Barbarian States in North China' in: Central Asiatic Journal, Vol. 50 (2006), pp.163-232. Hier met name: pp.187-190.
- Franke, Otto, Geschichte des chinesischen Reiches. Eine Darstellung seiner Entstehung, seines Wesens und seiner Entwicklung bis zur neuesten Zeit, Berlijn (Walter de Gruyter) 2001, (oorspronkelijke uitgave 1936) ISBN 3-11-017034-5. Band 2 Der konfuzianische Staat I. Der Aufstieg zur Weltmacht. Hier met name: pp.43-52, pp.55-58, pp.63-78.
- Graff, David Andrew, Medieval Chinese Warfare, 300-900, Londen (Routledge) 2002, ISBN 9780415239554. Hier met name pp.55-62.
- Holcombe, Charles, 'The Sixteen Kingdoms' in: Dien, Albert E. en N. Knapp (eds.), The Cambridge History of China, Vol. 2, The Six Dynasties, 220–589, Cambridge (Cambridge University Press) 2019, ISBN 9781107020771. Hier met name pp.217-222.
- Honey, David B., 'Lineage as Legitimation in the Rise of Liu Yüan and Shih Le' in: Journal of the American Oriental Society, 110 (1990), pp.616-621. Met name: pp.618-619 in hoeverre Shi Le tot de Jie kan worden gerekend.
- Vande Walle, Willy, Een geschiedenis van het Chinese keizerrijk tot 1600. De duurzame zoektocht naar imperium, Leuven  (Acco) 2007, ISBN 978-90-334-6678-6. Hier met name: pp.119-123.